# Joyello Sabatelli
Joyello Sabatelli (* 9. April 1982 in Düsseldorf) ist ein deutsch/italienischer Popsänger, Entertainer, Songwriter und Schauspieler.

## Karriere
Er arbeitete mit vielen Künstlern zusammen wie Howard Carpendale, Ricky Martin, Tiziano Ferro, Alexander Klaws, Beatrice Egli, Ramon Roselly, Oli P, Laura Wilde, Cliff Richard, Roger Whittaker und Nino de Angelo.
Bekannt wurde er an der Seite von Dieter Bohlen mit dem er seit 2018 auf Tournee eng zusammen arbeitet und als sein Sideman mit ihm gemeinsam die Modern Talking Hits, DSDS Hits und die Blue System Hits performt.
Sein Markenzeichen sind die hohen Stimmen der Dieter Bohlen Songs. Auch 2024 wird er Dieter Bohlen mit seiner Band begleiten und 40 Jahre Modern Talking aufleben lassen.
Als Schauspieler arbeitet er seit 2018 am Boulevardtheater Dresden.
Mit den RTL All Stars unter der Leitung von Martin Ernst besang er die Show „Ich liebe Deutschland“ moderiert von Jürgen von der Lippe auf Sat 1. Außerdem war er noch in weiteren Fernsehshows zu sehen wie: Verstehen Sie Spaß, Wetten, dass..?, Top of the Pops, Viva, Big Brother, Comedy Cup, Fernsehgarten.
Mit Haiducii performte er im TV und Live und wurde in Deutschland das Gesicht des Duo’s Haiducii mit dem Welthit Dragostea din tei (Maiahii).
Joyello Sabatelli ist mit zwei komponierten Liedern in der Austria Charts vertreten.
Darüber hinaus ist er nach Juliette Schoppmann einer der Zwei neuen Vocalcoaches in der 21. Staffel von DSDS 2024.